# Wybory prezydenckie w Serbii w 2003 roku
Wybory prezydenckie w Serbii w 2003 roku odbyły się 16 listopada 2003. Dwie wcześniejsze elekcje w 2002 nie przyniosły rozstrzygnięcia z powodu zbyt niskiej frekwencji wyborczej. Również te wybory te nie doprowadziły do wyłonienia nowego prezydenta Serbii. Ordynacja wyborcza wymagała dla ważności wyników, aby frekwencja wyborcza przekroczyła 50%. Tymczasem w pierwszej turze głosowania wyniosła ona 38,79%, wobec czego wybory okazały się nieważne.

## Wyniki wyborów
| Kandydat                               | Podmiot wystawiający                   | Głosy     | %      |
| -------------------------------------- | -------------------------------------- | --------- | ------ |
| Tomislav Nikolić                       | Serbska Partia Radykalna               | 1 166 896 | 46,23  |
| Dragoljub Mićunović                    | Demokratyczna Opozycja Serbii          | 893 906   | 35,42  |
| Velimir Ilić                           | Nowa Serbia                            | 229 229   | 9,08   |
| Marijan Rističević                     | Ludowa Partia Chłopska                 | 72 105    | 2,86   |
| Dragan Tomić                           | Socjalistyczna Partia Ludowa           | 54 703    | 2,17   |
| Radoslav Avlijaš                       | Demokratyczna Partia Ojczyźniana       | 20 872    | 0,83   |
| Razem                                  | Razem                                  | 2 437 711 |        |
| Liczba wyborców                        | Liczba wyborców                        | 6 508 249 |        |
| Łączna liczba głosujących (frekwencja) | Łączna liczba głosujących (frekwencja) | 2 523 889 | 38,79% |